# Universitatea de Stat „Bogdan Petriceicu Hasdeu” din Cahul
Universitatea de Stat „Bogdan Petriceicu Hasdeu” (USC) este o instituție de învățământ superior din Cahul, Republica Moldova. Universitatea a fost înființată prin Hotărârea Guvernului Republicii Moldova nr. 519 din 07 iunie 1999, având ca scop pregătirea și asigurarea localităților din sudul Republicii Moldova cu cadre de înaltă calificare

## Facultăți
- Facultatea de Științe Umaniste și Pedagogice
- Facultatea de Drept și Administrație Publică
- Facultatea de Economie, Inginerie și Științe Aplicate

## Baza materială
Baza materială a Universității este formată din: 2 blocuri de studii cu 6 laboratoare și 12 centre de cercetare științifică, inovare și dezvoltare, 10 săli multi-media, biblioteca universitară, Centrul de Documentare și Informare ONU, Centrul de Documentare al UE, Punctul de documentare NATO, zona Free Wi-Fi Orange, sală de sport, 2 cămine. Centrele asigură consultanță în ceea ce privește furnizarea de surse metodice și bibliografice, promovarea valorilor europene prin factorul lingvistic și altele.
Biblioteca Universității de Stat „Bogdan Petriceicu Hasdeu” din Cahul  este o parte integrantă a procesului de învățământ și cercetare care asigură accesul la informații creând condiții de instruire atât prin colecțiile de documente tradiționale și resurse electronice, dar și asigurând cu spații special amenajate pentru lecturare. Biblioteca este amplasată în două blocuri de studii și deține în structura sa 7 puncte de servicii: Sala de lectură Nr. 1, sala de lectură Nr.2, Sala de lectură Nr. 3, Sala împrumut la domiciliu, Serviciul Bibliografic-Informativ, Sala de publicații periodice, Centrul Multimedia și Centrul de Documentare și Informare ONU, Centrul de Informare al Uniunii Europene, Punctul de Documentare NATO. Fondul total: de carte, publicații seriale, manuscrise, documente electronice ș. a. constituie aproximativ 100.000 unități materiale. De asemenea, utilizatorii Bibliotecii au acces gratuit la Internet prin intermediul rețelei interne de calculatoare, aici având posibilitatea de a consulta bazele de date și reviste electronice achiziționate de către Bibliotecă.

## Consorții doctorale
Universitatea face parte din Consorțiumurile academice universitare coordonate de USM precum:
1. Școala doctorală Științe Economice https://doctorat.usm.md/economice/
2. Școala doctorală Științe Fizice, Matematice, ale Informației și Inginerești https://doctorat.usm.md/fiz.matem.inf/
3. Școala doctorală Științe Umanistice https://doctorat.usm.md/umanistice/
4. Școala doctorală Științe Sociale și ale Educației https://doctorat.usm.md/soc.edu/
5. Școala doctorală Științe Juridice https://doctorat.usm.md/juridice/

Consorțiul doctoral coordonat de Universitatea de Stat din Tiraspol, actualmente Universitatea Pedagogică de Stat „Ion Creangă”:
1. Școala doctorală Științe ale Educației https://upsc.md/studii/programe-planuri/ciclul-iii-doctorat/scoala-doctorala-stiinte-ale-educatiei/